# David Caneda Pérez
David Caneda Pérez (El Grove, Pontevedra, 30 de enero de 1970) es un exfutbolista y entrenador de fútbol español. Desde el 23 de febrero de 2025 es director técnico interino de Club Deportivo Fas de la Primera División de El Salvador.

## Biografía
Es hermano del también entrenador de fútbol internacional Raúl Caneda.

## Trayectoria como futbolista
Fue un jugador profesional de fútbol que jugaba de interior derecho y que formó parte de los equipos de Segunda División B como Pontevedra CF, Racing de Ferrol, CD Castellón, Córdoba CF, Terrassa Futbol Club y CD Burriana club en el que se retiró en 2001. Además, jugaría en Segunda División durante la temporada 1996-97 en las filas de CA Osasuna, disputando 821 minutos en 16 partidos.

## Trayectoria como entrenador
Comenzaría su carrera como entrenador en la estructura del CD Castellón, durante la temporada 2006-2007 entrenaría al juvenil de División de Honor para sustituir a Tolo Abad.
En la temporada 2007-2008 se hace cargo del filial del CD Castellón de 3.ªDivisión, aunque dejaría el cargo a las pocas semanas por desavenencias con el consejo de administración y con la política de cantera del club orellut.
David Caneda ha trabajado en España, Israel y México como entrenador asistente durante muchos años. En España con Valencia y UD Las Palmas, en Israel con Maccabi Tel Aviv y en México con Estudiantes, Santos Laguna y Pachuca.
En agosto de 2013 sería entrenador asistente de Pako Ayestarán en el Club Deportivo Estudiantes Tecos de México. El 4 de mayo de 2014, obtendrían su primer título como entrenador cuando su equipo derrotó en penales a Correcaminos de la UAT en la final de la Liga de Ascenso de México.
Tecos disputó la Final de Ascenso contra los Leones Negros de la Universidad de Guadalajara, perdió la eliminatoria por marcador global de 4-3 y no logró el ascenso a la Primera División de México. Tras perder la final, la franquicia de Tecos se traspasó a Zacatecas y se transformó en Mineros de Zacatecas, pero Pako Ayestarán y su cuerpo técnico decidieron no seguir con el equipo explicando que no tenía la intención de permanecer en la Liga de Ascenso.
En verano de 2014, volvería a acompañar a Ayestarán en el Maccabi Tel Aviv FC tras la renuncia de Óscar García Junyent a dos días de disputar un partido de vuelta de la Liga Europea de la UEFA.  
En verano de 2015 regresa a México para ser segundo entrenador de Ayestarán en el Club Santos Laguna en el que estarían solo 3 meses, hasta noviembre de 2015.
En febrero de 2016 se iba a incorporar al cuerpo técnico de Gary Neville pero finalmente no lo haría hasta el 30 de marzo de 2016, llegó al staff técnico del Valencia Club de Fútbol tras la destitución de Gary Neville y pasar Pako Ayestarán a ser primer entrenador. Con el equipo che sellaron la permanencia del equipo y renovaron contrato para la temporada siguiente. Sin embargo, tras la destitución el 20 de septiembre de 2016 de Ayestarán al tras perder los 4 primeros partidos de la Liga, David abandonaría el conjunto valenciano.
El 27 de septiembre de 2017, se convirtió en segundo entrenador de la U. D. Las Palmas y en el que estaría tan sólo dos meses en el conjunto grancanario.
En mayo de 2018 regresa a México para ser segundo entrenador del Club de Fútbol Pachuca de la Liga MX, hasta el 19 de enero de 2019 en el que Ayestarán  deja de ser entrenador del Club de Futbol Pachuca después de perder 5-0 con Club de Fútbol Monterrey, derrotar a Querétaro Fútbol Club 3-0 y perder con Club América también por 3-0 en la cancha del Estadio Azteca.
El 26 de febrero de 2020 se hace oficial la contratación como entrenador por el AEK Larnaca de la Primera División de Chipre hasta el final de la temporada con perspectiva de ampliar el contrato al término de la misma.
El 23 de mayo de 2020, ampliaría su contrato con el conjunto chipriota por una temporada, debido a que solo pudo sentarse en dos partidos de la temporada 2019-20 antes de la suspensión de la liga por la pandemia.
El 20 de septiembre de 2020, sería destituido al frente del AEK Larnaca después de perder frente al Omonia Nicosia por dos goles a uno. El técnico gallego sería sustituido días más tarde por Joan Carrillo.
El 17 de noviembre de 2023, firma por el Enosis Neon Paralimni de la Primera División de Chipre. 

## Clubes
| Club                               | Cargo      | País   | Año             |
| ---------------------------------- | ---------- | ------ | --------------- |
| CD Castellón B                     | Entrenador | España | 2007            |
| Estudiantes Tecos (2.º entrenador) | Entrenador | México | 2013 - 2014     |
| Maccabi Tel Aviv (2.º entrenador)  | Entrenador | Israel | 2014 - 2015     |
| Santos Laguna (2.º entrenador)     | Entrenador | México | 2015            |
| Valencia CF (2.º entrenador)       | Entrenador | España | 2016            |
| UD Las Palmas (2.º entrenador)     | Entrenador | España | 2017            |
| CF Pachuca (2.º entrenador)        | Entrenador | México | 2018-2019       |
| AEK Larnaca                        | Entrenador | Chipre | 2020            |
| Enosis Neon Paralimni              | Entrenador | Chipre | 2023-actualidad |

## Palmarés

### Como auxiliar
| Título                    | Club                | País   | Año     |
| ------------------------- | ------------------- | ------ | ------- |
| Liga de Ascenso de México | Estudiantes Tecos   | México | C-2014  |
| Ligat ha'Al               | Maccabi Tel Aviv FC | Israel | 2014-15 |
| Copa de Israel            | Maccabi Tel Aviv FC | Israel | 2014-15 |
| Copa Toto                 | Maccabi Tel Aviv FC | Israel | 2014-15 |